# Френклин (округ Мерсед, Калифорнија)
Френклин (енгл. Franklin, Merced County) насељено је место без административног статуса у америчкој савезној држави Калифорнија.

## Демографија
По попису из 2010. године број становника је 6.149.
| Група             | 2000.    | 2010.         |
| Белци             | 0 (0,0%) | 1.537 (25,0%) |
| Афроамериканци    | 0 (0,0%) | 273 (4,4%)    |
| Азијати           | 0 (0,0%) | 931 (15,1%)   |
| Хиспаноамериканци | 0 (0,0%) | 3.250 (52,9%) |
| Укупно            | 0        | 6.149         |